# Johannes Molzahn
Johannes Ernst Ludwig Molzahn, född 21 maj 1892 i Duisburg, död 31 december 1965 i München, var en tysk målare och grafisk formgivare.
Molzahns familj flyttade 1892 till Weimar där han senare fick undervisning i fotografi och måleri, bland annat av Henry van de Velde. Under vandringsåren i Schweiz blev Molzahn bekant med målaren Otto Meyer-Amden och dess konstnärssällskap som var betydande för Molzahns utveckling. Efter första världskriget blev Molzahn medlem i konstnärsföreningen Novembergruppe samt i Bauhaus. Molzahns verk räknas till expressionism och kubism.
Han blev 1923 lärare vid skolan för konsthandverk i Magdeburg och 1928 lärare vid konstakademin i Breslau. 
Efter nazisternas maktövertagande i Tyskland blev Molzahns verk förklarat som Entartete Kunst. I juli 1937 beslagtogs tio oljemålningar, fyra akvareller och 47 olika typer av grafiska blad på flera olika museer i Tyskland. Åtta av målningarna visades sedan på vandringsutställningen Entartete Kunst under flera år. Två av dem, Der Gott der Flieger / Flygarnas Gud (1921) och Familienbild I (1925), reproducerades även i utställningskatalogen. Målningarnas vidare öden efter 1939 beskrivs som "okänt". Akvarellerna däremot ställdes inte ut och finns idag på Historisches Museum i Rostock. Ett av de 47 grafiska bladen ställdes ut, 13 av dem finns idag på olika museer, bland annat Historiska museet i Rostock, någras öden är "okända", medan de flesta "utplånades". 
Johannes Molzahn emigrerade till USA och stannade där fram till 1959.